# Điểm bắt lửa

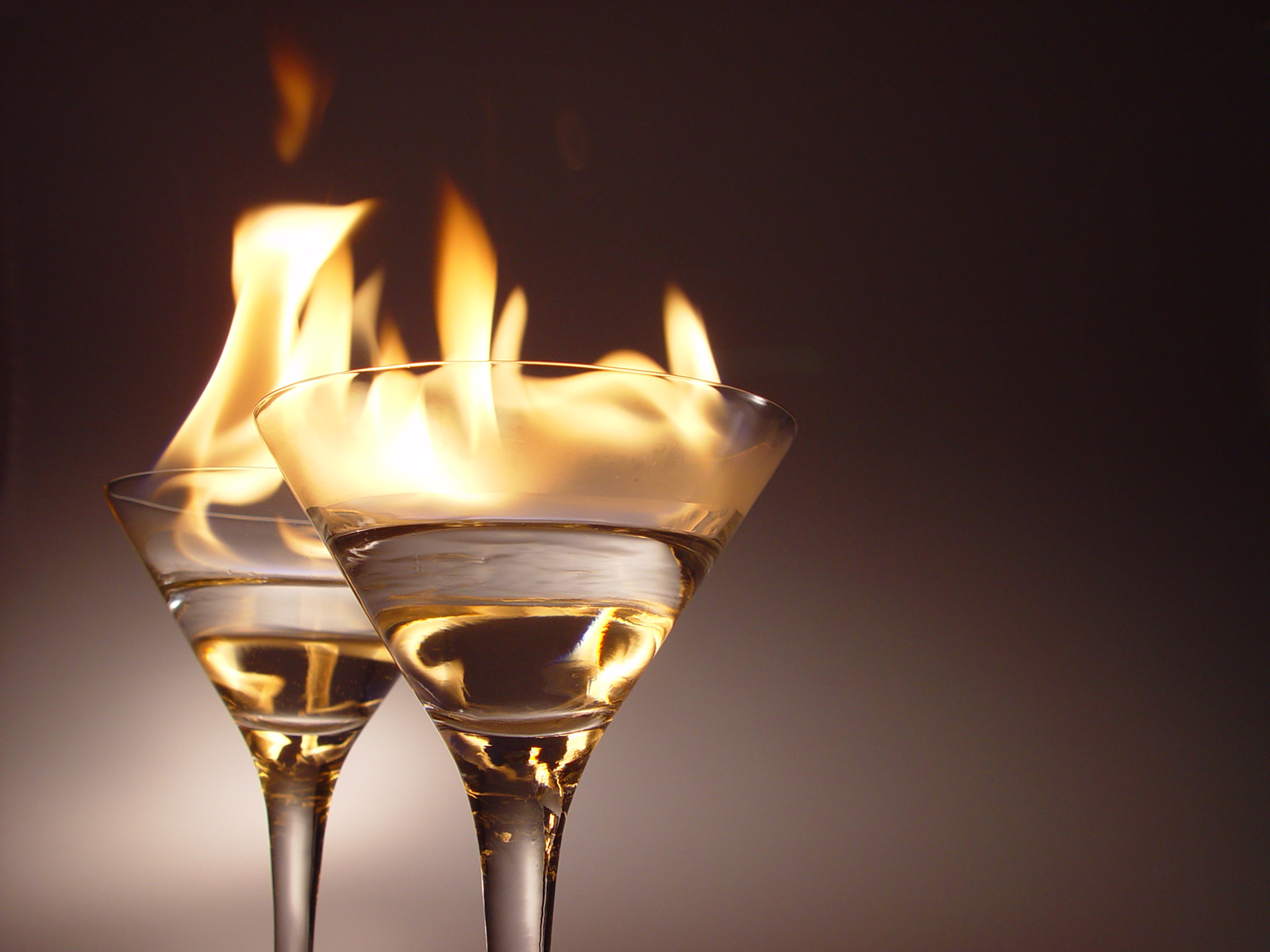
Một ly Cocktail bằng lửa với điểm bắt lửa thấp hơn nhiệt độ trong phòng.

Điểm bắt lửa hay điểm chớp cháy của vật liệu dễ bay hơi là nhiệt độ thấp nhất mà tại đó không khí sẽ bốc cháy nếu có nguồn đánh lửa.
Điểm bắt lửa đôi khi bị nhầm lẫn với điểm tự bắt lửa, nơi hơi nóng gây ra hiện tượng tự bốc cháy. Còn có một điểm khác gọi là điểm cháy, tức là nhiệt độ thấp nhất mà tại đó không khí tiếp tục cháy sau khi không còn nguồn tạo ra lửa. Điểm cháy cao hơn điểm bắt lửa, vì ở điểm bắt lửa, hơi nóng tuy nhiều hơn nhưng không sản ra đủ một lượng cần thiết trong thời gian ngắn để duy trì sự cháy. Điểm bắt lửa hay điểm cháy đều không phụ thuộc trực tiếp vào nhiệt độ nguồn đánh lửa, nhưng thông thường, nhiệt độ nguồn đánh lửa phải cao hơn nhiều so với nhiệt độ tại điểm bắt lửa hoặc điểm cháy.

## Nhiên liệu
Điểm bắt lửa là một đặc trưng thường được sử dụng để phân biệt giữa các nhiên liệu dễ cháy, chẳng hạn như xăng và nhiên liệu dễ cháy khác như dầu diesel.
Ngoài ra, điểm bắt lửa còn được sử dụng để biểu thị nguy cơ cháy của nhiên liệu. Nhiên liệu có điểm bắt lửa nhỏ hơn 37,8 °C (100,0 °F) thường được coi là nhiên liệu dễ bén lửa, trong khi nhiên liệu có điểm bắt lửa cao hơn nhiệt độ đó được gọi là nhiên liệu dễ cháy.

### Điểm chớp cháy của một số nhiên liệu
| Điểm chớp cháy của một số nhiên liệu | Điểm chớp cháy của một số nhiên liệu | Điểm chớp cháy của một số nhiên liệu | Điểm chớp cháy của một số nhiên liệu |
| Nhiên liệu                           | Điểm chớp cháy(⁰C)                   | Nhiên liệu                           | Điểm chớp cháy(⁰C)                   |
| ------------------------------------ | ------------------------------------ | ------------------------------------ | ------------------------------------ |
| Propan                               | -105                                 | Ethylen glycol                       | 111                                  |
| Pentan                               | -49                                  | Diethyl ether                        | -45                                  |
| Hexan                                | -22                                  | Acetaldehyde                         | -39                                  |
| Benzen                               | -11                                  | Aceton                               | -20                                  |
| Nitrobenzen                          | 88                                   | Acid formic                          | 50                                   |
| Ethanol                              | 13                                   | Acid stearic                         | 196                                  |
| Methanol                             | 11                                   | Triethylamine                        | -7                                   |